# جکدان (راسک)
جکدان روستای در دهستان مورتان بخش مرکزی شهرستان راسک استان سیستان و بلوچستان است.

## جمعیت
این روستا در دهستان مورتان قرار دارد و براساس سرشماری مرکز آمار ایران در سال ۱۳۸۵، جمعیت آن ۸۹ نفر (۲۰خانوار) بوده‌است.